# Балинський Іван Михайлович
Іван Михайлович Балінський (пол. Jan Baliński, 23 травня (4 червня) 1827,  Яшуни — 11 (24) березня 1902, Санкт-Петербург) — польсько-російський психіатр польського походження, дійсний статський радник, професор медико-хірургічної академії (1860—1876).
Один з основоположників психіатрії в Росії, засновник петербурзької школи психіатрів. З 1869 року з ініціативи І. М. Балінського розпочато здійснення пристрою окружних психіатричних лікарень в ряді міст. У наступні 25 років був обов'язковим консультантом різних відомств з будівництва психіатричних установ.

## Біографія
Народився в сім'ї історика і публіциста Міхала Балінського і Софії Балинської (Снядецька) в родовому маєтку Яшуни Віленської губернії. З першою нагородою закінчив курс Варшавської класичної гімназії. В 1842 році поступив вільним слухачем та в 1846 на рік раніше (здав іспити відразу за 1 і 2 курси) закінчив курс в ІМХА із золотою медаллю і занесенням його імені на мармурову дошку. Після закінчення Академії поїхав на 4 роки в родовий маєток в Яшунах. В 1850 повернувся до Петербурга, де вступив на військово-медичну службу молодшим ординатором в Оранієнбаумський військовий госпіталь. Тут одночасно з ним служив лікарем при госпіталі Борис Петрович Делоне, на сестрі якого, Єлизаветі Петрівній, Іван Михайлович згодом одружився . І. М. Балінський присвятив себе вивченню психіатрії, викладання якої як в Академії, так і в російських університетах велося на вкрай низькому рівні.
У 1855 році захистив дисертацію на ступінь доктора медицини «Conspectus historicus in febris doctrinam» («До історії вчення про лихоманку»).
У 1856 році був призначений ад'юнкт-професором при кафедрі професора Юзефа Мяновського, де протягом двох семестрів читав курс дитячих хвороб студентам 4 курсу академії.
З вересня 1857 року в медико-хірургічній академії почав вперше в Росії викладати психіатрію як самостійну дисципліну студентам 3 і 5 курсів.
В травні 1858 року конференцією Академії було прийнято рішення літографіровать написані І. М. Балінським лекції по психіатрії в кількості 86 примірників. Протягом декількох десятків років вони були основним підручником психіатрії в Медико-хірургічній академії.
У 1858 році І. М. Балінський розробив проект перетворення для клінічних цілей психіатричного відділення при 2-м Військово-сухопутному госпіталі. 13 червня 1859 року відбулося урочисте відкриття цього відділення. За розробку проекту, а також «за успішне сприяння до приведення цього проекту у виконання» І. М. Балінський був нагороджений орденом  Св. Анни 3-го ступеня.
У липні 1859 був направлений у відрядження за кордон. У той час в Європі не було кафедральних психіатричних клінік. Всього за 4 місяці І. М. Балинський відвідав понад 40 лікарень для душевнохворих в Німеччині, Голландії, Бельгії, Англії та Франції, ознайомившись «з їх пристроєм в адміністративному і лікарському відношенні, з законами і положеннями про схиблених».
28 червня 1860 імператор Олександр II затвердив положення Військової ради про відкриття в  Імператорській Медико-хірургічної академії 5 нових кафедр і в тому числі кафедри «Вчення про нервові хвороби і хвороби, пов'язані з розладом розумових здібностей». Конференцією Академії надвірний радник І. М. Балинський був призначений ординарним професором цієї кафедри.
У березні 1863 року і в травні 1865 року М. Балинський разом з інженер-полковником Мровінским був відряджений за кордон «для огляду та вивчення в будівельному відношенні» кращих клінік для душевнохворих.
19 листопада 1867 року відбулося урочисте відкриття нової клініки душевних хвороб, і незабаром психіатрія була впроваджена обов'язковим предметом медичного курсу.
З 1869 року з ініціативи І. М. Балінського і при його участі Міністерство внутрішніх справ стало втілювати складений ним план пристрої окружних лікарень для душевнохворих в університетських містах. Завдяки його порадам і вказівкам стали створюватися і земські установи цього роду. Після установи жіночих лікарських курсів І. М. Балинський читав на них лекції з психіатрії.
І. М. Балинський розробив план пристрою Харківської окружної лікарні, редагував проекти лікарень для Казані (Діє з 1869 року), Твері, Володимира, Новгорода, Одеси і Києва. Неодноразово виступав в якості судового експерта в окружному суді і судовій палаті у кримінальних і цивільних справах. І. М. Балинський був людиною широкої загальної освіти, з різноманітними науковими інтересами, він уважно стежив за успіхами психіатрії на Заході.
У 1861 році І. М. Балинський заснував «Товариство с.-петербурзьких лікарів для схиблених», яке, майже припинило діяльність через кілька років (в 1864 році) і відродилося до нового інтенсивного життя лише в 1879 році, під новим найменуванням «Петербурзького товариства психіатрів» після відкриття на Василівському острові жіночого відділення приватної лікарні А. Я. Фрея. Балинський з посади Голови товариства відмовився (був вибраний І. П. Мержєєвський) і став його почесним членом.
У 1876 році І. М. Балинський за власним бажанням і за вислугою 25 років вийшов зі складу професорів Академії. Будучи призначеним дорадчим членом Військово-Медичного Вченого Комітету він залишався в той же час членом Медичної Ради та Головою заснованого ним Піклувального Комітету Єлизаветинської Дитячої Лікарні [Архівовано 22 лютого 2018 у Wayback Machine.]. Протягом 1876-77 навчального року продовжував читати лекції по психіатрії на жіночих курсах при Миколаївському військовому госпіталі [Архівовано 22 лютого 2018 у Wayback Machine.].
Помер 11 березня 1902 року в будинку своїх дітей на  Кірочній вулиці. Похований на сімейному кладовищі в Яшунах. На надгробній плиті викарбувана складена їм самим епітафія «Johannes Balinski Michaeli et Sophiae filius Mente insanorum amicus et servus» («Іван Балинський син Михайла і Софії, друг і слуга душевнохворих»).

## Науковий внесок
І. М. Балинський вперше описав і обґрунтував  психопатію в якості особливої клінічної форми. Запійне пияцтво ( дипсоманію) розглядав поза рамками захворювання алкогольної етіології. Описав ранні симптоми прогресивного паралічу. Йому належить пріоритет по відношенню до фундаментального в діагностиці  прогресивного паралічу відсутність реакції зіниць на світло (синдром Аргайла Робертсона), а також повсякденні в психіатричній практиці терміни «придбане розташування», «нав'язливі ідеї» і «кристалізація марення». І. М. Балінським дана переконлива критика вчення про часткове божевілля, він стверджував, що  мономанії — це окремий симптом, а не самостійна хвороба, оцінив патогенне значення астенізуючих факторів, закритої травми головного мозку .

## Твори
- И. М. Балинский. Лекции по психиатрии.

## Адреси в Петербурзі
- Фурштатська вулиця, 31.
- Кірочна вулиця (Санкт-Петербург), 16

## Сім'я
Дружина — Єлизавета Петрівна Балинська (Делоне) (? — 2 травня 1873) народилася в сім'ї Петра Карловича Делоне (Pierre Charles Delaunay, лікар в наполеонівській армії, потрапив у полон під час війни 1812 року і прийняв російське підданство і православ'я) і Єлизавети Миколаївни Тухачевської (дочки Тульського губернатора Н. С. Тухачевського)
Діти
- Михайло Іванович (13 (1) червня 1859 — 25 (12) липня 1916). В 1876 році закінчив Імператорське комерційне училище в Санкт-Петербурзі, потім Медико-хірургічну академію. Старший лікар Російського Акціонерного Товариства Артилерійських Заводів. Дійсний статський радник.
- Софія Іванівна (8 вересня (27 серпня) 1860 — ?).
- Петро Іванович Балинський (1 червня (20 травня) 1861 — 19 квітня 1925, Париж). Автор перших проектів метрополітену в Санкт-Петербурзі (1893 р.) та Москві (1900 р.). Дійсний статський радник, цивільний інженер, архітектор.
- Антонін Іванович (22 (10) червня 1862 — 3 жовтня (20 вересня) 1913). Учень Академії Мистецтв (1883—1891). В 1888 отримав 2 срібну медаль і закінчив курс наук; в 1890 році — 1 срібну медаль; 28 жовтня 1891 року — звання класного художника 2 ступеня. Архітектор СПб. родовспомогательного закладу. Автор наступних будівель в Санкт-Петербурзі: Церква Божої Матері «Всіх скорботних Радості» Большеохтінского відділення Всеросійського Олександро-Невського братства тверезості, 1896; Церква Божої Матері «Всіх скорботних Радісті» при Обухівській лікарні Імператриці Катерини II, 1896; Дерев'яна церква Св. Прп. Сергія Радонезького в Райвола, 1903 Прибутковий будинок А. І. Балінського, Б. Монетна вул., 22. 1908; Церква дитячого притулку Братства в ім'я Цариці Небесної. Вул. Воскова, 1. 1913—1915. Закінчена архітектором І. І. Яковлєвим.
- Андрій Іванович (11 червня (30 травня) 1865 — ?). Служив в Міністерстві юстиції, потім в Управлінні зі спорудження залізниць. Статський радник.
- Ігнатій Іванович (30 (18) грудня 1867 — 1920). Витримав іспит за курс кадетського корпусу при 1-м кадетському корпусі. У службу вступив 07.09.1888. Закінчив Костянтинівське артилерійське училище. Випущений підпоручиком (10.08.1889) в 6-й стрілецький полк. Переведений в л-гв. Московський полк чином підпоручика гв. (10.08.1890). Поручик (10.08.1894). Штабс-капітан (06.05.1900). Капітан (10.08.1902). Помічник ст. ад'ютанта штабу військ Гвардії і СПб ВО (5 м. 12 д.). Підполковник (16.11.1906). Ст. ад'ютант штабу військ Гвардії і СПб ВО (1 м 11 м. 18 д.). Полковник (пр. 1908; ст. 06.12.1908; за відзнаку). Керуючий конторою Двору Його Вис-ва В.кн. Миколи Миколайовича (з 06.12.1908). на 01.08.1916 в тому ж чині і посаді. Генерал-майор (пр. 06.12.1916; ст. 06.12.1916; за відзнаку). Звільнено від служби за хворобою 24.09.1917. У 1918—1920 проживав в Місхорі в Криму. Після евакуації Російської армії генерала П. М. Врангеля з Криму та заняття півострова частинами РККА, арештований органами ЧК в Ялті і розстріляний разом з сином Миколою. У розстрільних списках ЧК в Ялті Ігнатій Іванович Балинський числиться з чином полковника, хоча був проведений в генерал-майори. Нагороди:  Св. Анни 3-го ступеня (1901);  Св. Станіслава 2-й ст. (1904);  Св. Володимира 3-го ст. (1910)[4].
- Георгій Іванович (21 (9) квітня 1871 — ?). Навчався в Спб. Лісовому інституті. Прапорщик запасу.
- Іван Іванович (? — ?). В 1879 році закінчив Імператорське комерційне училище в Санкт-Петербурзі.
- Йосип Іванович (? -?).